# Hazard (plantage)
Hazard was een suikerrietplantage aan de Nickerie in het district Nickerie in Suriname. De plantage lag stroomafwaarts naast de plantage Longmay en stroomopwaarts naast de plantage Nursery.

## Geschiedenis

### Negentiende eeuw tijdens slavernij
De grond had een grootte van 500 akkers en werd vanaf 1828 met koffie beplant. De grond werd in 1801 uitgegeven aan de Schot John Stuart die met een aantal slaven uit Grenada was gekomen. Stuart kocht kort daarop ook de gronden waar de latere plantages Waterloo, Nursery, Longmay, Plaisance en Paradise gevestigd zouden worden. Hij bracht deze gronden echter nooit in cultuur. Dat deed hij wel met een andere aankoop, namelijk de plantage Diamond, helemaal stroomafwaarts aan de rivier. Deze plantage bracht hij het eerst in cultuur en daar bouwde hij ook zijn woning. Ook de plantage boven Diamond, het aan de kust gelegen Union werd door hem tot bloei gebracht.
Op Hazard begon hij met de teelt van koffie. Na zijn dood in 1841 werd de plantage gekocht door Nicholas Herbert. Hij was de zoon van de eigenaar van de Schot Adam Cameron die rijk geworden was met de teelt van katoen. Herbert werd ook eigenaar van de koffieplantage Ellen aan de Commewijne.
Na zijn dood werd de plantage nog vele jaren voortgezet onder de leiding van Joseph Tyndall, de eigenaar van Nursery, en de administratie van zijn zoon Nicholas Herbert jr. In 1841 werd de plantage verkocht, samen Ellen en 1/4e deel van Providence aan James Balfour, de eigenaar van Waterloo. Lang kon Balfour echter niet van zijn nieuwe aanwinst genieten, want in hetzelfde jaar werden de erven Balfour als eigenaar genoemd.
Onder leiding van zijn neef, Robert Kirke werd de plantage omgezet voor de teelt van suikerriet. In 1859 was Hazard, evenals Waterloo, een moderne suikerplantage met vacuümpannen en centrifugale verdampers.

### Negentiende eeuw na afschaffing slavernij
Bij de slavenemancipatie in 1863 werden 170 slaven vrijverklaard. Kirke stelde zijn broer, John J. als directeur aan. Na de emancipatie schakelde de plantage over op contractarbeid. De contractanten kwamen uit Brits-Indië en Java. In 1883 werd Kirke in staat van faillissement verklaard. Toch vroeg hij een jaar later een perceel van 217 hectare (500 akkers) tegen over Waterloo, en een perceel van dezelfde grootte tegenover Hazard aan.

### Twintigste eeuw
Kirke overleed in 1901. Zijn erven werden eigenaar en zijn zoon Robert jr. werd aangesteld als mededirecteur. Een paar jaar later was de productie op zijn top en werken er meer dan 900 contractarbeiders. Hazard was toen een van de slechts vijf suikerplantages die nog in productie waren. De productie in die tijd bedroeg ongeveer 1,5 miljoen kilo rietsuiker en 120.000 liter rum. De plantage werd in 1911 geteisterd door een grote uitbraak van malaria. Ongeveer 10% van de arbeiders lag toen in het hospitaal op de plantage.
Doordat veel mensen in de rijstteelt ging werken kreeg de plantage een tekort aan arbeiders en werd de productie noodgedwongen verkleind. Later werd de fabriek zelfs gesloten en vond de verwerking van het riet plaats op Waterloo. In die tijd zijn de twee plantages, werkend onder de naam “Nickerie Sugar Estate Company Ltd” de enigen in Suriname die kunstmest gebruiken. Op de plantage werd aan het einde van de jaren twintig geëxperimenteerd met de teelt van Ricinus voor de productie van wonderolie.
In 1929 werd de plantage verkocht aan de Firma Smith Brothers & Co, gevestigd te Georgetown in Guyana.Deze maatschappij raakte het volgende jaar echter in betalingsproblemen en de plantage werd in 1930 gesloten. In de krant verscheen daarop een artikel met als titel Betalen wij duur voor onze suiker?
In 1937 begon de Guyanese ondernemer Sankar die ondertussen eigenaar was van Hazard, Waterloo, Longmay, Plaisance en Paradise op grote schaal kokospalmen aan te planten voor de productie van kopra. Binnen enkele jaren wilde hij tussen de 60.000 en 100.000 palmen hebben staan.
A la bonne heure · Anna's Zorg · Akkerboom · Alliance · Alkmaar · Andresa · Auka · Andreesgift · Bantaskine · Barbados · Batavia · Beekenhorst · Belladrum · Bellevue · Belwaarde · Beninenburg · Berg en Dal · Bergen op Zoom · Berlijn (Commewijne) · Berlijn (Para) · Bethlehem · Boksweide · Boston · Botany Bay · Boxel · Bronswijk · Brouwerslust · Bruinendaal · Bucklebury · Buitenrust · Burnside · Cadrosspark · Caledonia · Campenburg · Cannewapibo · Catharina Sophia · Clevia  · Cliffort-Kokshoven · Clyde · Concordia · Concordia en een Kwart Lot · Courcabo · De Dageraad · De Goede Vriendschap · De Resolutie · De Vier Hendrikken · Diamond · Dijkveld · Domburg · Dordrecht · Eendragt · Elisabeth's Hoop · Ellen · L'Espérance (Nickerierivier) · L'Espérance (Surinamerivier) · Esthersrust · Fairfield · Fortuin · Flora · Florentia · Frederiksburg · Frederiksdorp · Frederikslust · Geertruidenberg · Geyersvlijt · Glensander · Gloria · Groot Chatillon · Groot Marseille · Guadeloupe · Hague · Hamburg · Hamilton · Hamptoncourt · Hannover · Hazard · Hebron · Hecht en Sterk · Hooyland · Hope · Houttuin · Huntly · Huwelijkszorg · Inverness · Jagtlust · Jodensavanne · Johan & Margaretha · Johanna Catharina · Johanna Maria · Johannesburg · John · Katwijk · Kent · Kerkshoven · Killenstein · Klein Bellevue · Kleinhoop · Krappahoek · Kroonenburg · Kwatta · La Jalousie · La Prosperité · La Rencontre · La Ressource (Saramacca) · La Ressource (Surinamerivier) · La Singularité · Laarwijk · Leasowes · Leliëndaal · Leonsberg · Livorno · Longmay · Lunenburg · Lust en Rust · Lustrijk · Maasstroom · Margarethenburg · Maria Petronella · Mariënbosch · Mariënburg · Margaretha's Gift · Mary's Hope · Meerzorg · Merveille · Moed en Kommer · Mon Bijou · Mon Souci · Mon Trésor · Monnikendam · Mopentibo · Morgenster · Moy · Nieuw Mocha · Nieuwzorg · Nieuwe Aanleg · De Nieuwe Grond · Nijd en Spijt · Novar · Nursery · Nut en Schadelijk · Onoribo · Onverwacht · Oranibo · Ornamibo · Overbrug · Overtoom 
· Oxford · Palestina · Paradise · Persévérance · Petersburg · Picardië · Peperpot · Pieterszorg · Plaisance · Poelwijk · Potosie · Purmerend · Reijnsdorp · Reijnsfort · Rijnberk · Roosenburg · Rorac · Rust en Werk · Rustenburg · Saltzhalen · Sans Souci · Saphir · Sarah · Sardam · Schaapstede · Schoonoord · Sinabo en Gelre · Sint Barbara · Sint Eustatius · Slootwijk · Sorgvliet · Spieringshoek · Standvastigheid · Suidwijn · Suzanna's Daal · Toevlugt (Surinamerivier) · Tout Lui Faut · Toledo · Totness · Tyronne · 't Vertrouwen · Victoria · Vierkinderen · Visserszorg · Voorburg · Voorzorg (Saramacca) · Vossenburg · Vredenburg · Vriendsbeleid en Ouderzorg · Vreeland · Waltonhall · Waldijk · Waterloo · Wederzorg · Welbedacht · Welgelegen (Commewijne) · Welgelegen (Coronie) · Welgevallen · Weltevreden · Wolffs Capoerica · Wolfenbüttel · 't Ylant · Zoelen · Zorg en Hoop (hout) · Zorg en Hoop (indigo) · Zorg en Hoop (katoen) · Zorg en Hoop (suiker)